# Candidula najerensis
Candidula najerensis е вид охлюв от семейство Hygromiidae. Видът не е застрашен от изчезване.

## Разпространение и местообитание
Разпространен е в Испания.
Обитава градски местности и долини.

## Описание
Популацията на вида е стабилна.